# Associated Press
Associated Press o AP (en español: Prensa Asociada) es una agencia de noticias de Estados Unidos fundada en 1846. Es una cooperativa propiedad de sus periódicos, y emisoras de radio y televisión contribuyentes en los Estados Unidos, que tanto aportan historias como utilizan el material escrito por la misma. Varios periódicos y estaciones de comunicación fuera de Estados Unidos están suscritos a la AP, esto significa que pagan por utilizar el material de la AP pero no son miembros de la cooperativa.
El servicio de la agencia se produce en cinco idiomas: inglés, alemán, neerlandés, francés y español.
En 2005, las noticias de AP eran utilizadas en 1700 periódicos y 5000 emisoras de televisión y de radio. Su archivo de imágenes consiste de más de 10 millones de fotografías. La AP tiene 243 oficinas y llega a 121 países, y es también la agencia de noticias con mayor cantidad de empleados en más de 120 países. También mantiene el récord en premios Pulitzer, con un total de 49.
Al colapsar United Press International (UPI), en 1993 como mayor competidor, dejó a la AP como el único servicio de noticias con sede en los Estados Unidos. Los otros rivales que también publican en idioma inglés —como la agencia de noticias española EFE, la británica Reuters y francesa Agence France-Presse— tienen bases fuera de los Estados Unidos.
La difusión de noticias por Internet amenazaba la estructura financiera de la AP. El 18 de abril de 2005, en su reunión anual, la AP anunció que desde el 2006, por primera vez, comenzaría a cobrar separadamente por la publicación de noticias e imágenes en las páginas web. Previamente, el material de la AP podía ser publicado en Internet por el comprador sin cargo extra. Sin embargo, la cooperativa luego decidió abandonar el plan y lograr más lectores al lanzar su propia página web asap.
Los empleados estadounidenses, a excepción de un pequeño grupo clasificado como "administrativo", están representados por News Media Guild y Communication Workers of America.

## Litigios y controversias

### Secuestro de Tina Susman
En 1994, Tina Susman estaba en su cuarto viaje a Somalia, informando para la AP. Estaba informando sobre la salida de las tropas estadounidenses de mantenimiento de la paz del país. Los rebeldes somalíes superaban en número a sus guardaespaldas en Mogadiscio, la sacaron de su coche a plena luz del día, y la retuvieron durante 20 días. Dijo a The Quill que cree que ser mujer fue una ventaja en su experiencia allí. La AP había pedido a las organizaciones de noticias, entre ellas The New York Times, el Chicago Tribune y The Washington Post, que suprimieran la historia para evitar que los secuestradores se envalentonaran.

### Christopher Newton
En septiembre de 2002, el reportero de la oficina de Washington D. C., Christopher Newton, reportero de AP desde 1994, fue despedido tras ser acusado de fabricar fuentes desde el año 2000, incluyendo al menos 40 personas y organizaciones. Antes de su despido, Newton se había centrado en escribir sobre la aplicación de la ley federal mientras estaba destinado en el Departamento de Justicia. Algunos de los organismos inexistentes citados en sus artículos eran "Education Alliance", el "Institute for Crime and Punishment in Chicago", "Voice for the Disabled" y "People for Civil Rights".

### Caso de suplantación del FBI
En 2007, un agente del FBI que trabajaba en Seattle se hizo pasar por un periodista de AP e infectó el ordenador de un sospechoso de 15 años con un software de vigilancia malicioso. El incidente desencadenó una declaración enérgica de la AP en la que se exigía que la oficina no volviera a hacerse pasar por un miembro de los medios de comunicación. En septiembre de 2016, el incidente dio lugar a un informe del Departamento de Justicia, que, según la AP, "condonó efectivamente la suplantación del FBI".
En diciembre de 2017, tras una comparecencia en un tribunal estadounidense, un juez falló a favor de AP en una demanda contra el FBI por suplantación fraudulenta de un miembro del medio de comunicación.

### Copyright y propiedad intelectual
En agosto de 2005, Ken Knight, un fotógrafo de Luisiana, demandó a la AP alegando que había violado los derechos de autor de Knight de forma intencionada y negligente al distribuir una fotografía de la celebridad Britney Spears a varios medios de comunicación, entre ellos: truTV (antes CourtTV), America Online y Fox News. El caso se resolvió en noviembre de 2006.
En un caso presentado en febrero de 2005, McClatchey contra The Associated Press, un fotógrafo de Pensilvania demandó a la AP por cropping una imagen para eliminar el título incrustado del demandante y el aviso de derechos de autor y posteriormente distribuirla a las organizaciones de noticias sin el permiso o el crédito del demandante. Las partes llegaron a un acuerdo.

#### Polémica sobre el uso justo
En junio de 2008, la AP envió numerosas demandas de retirada de la Ley de Derechos de Autor del Milenio Digital y amenazó con emprender acciones legales contra varios blogs. La AP sostenía que los blogs de Internet violaban los derechos de autor de la AP al enlazar con material de la AP y utilizar titulares y breves resúmenes en esos enlaces. Muchos blogueros y expertos señalaron que el uso de las noticias de AP entraba de lleno en las prácticas de Internet comúnmente aceptadas y en las normas de uso justo. Otros señalaron y demostraron que la AP toma rutinariamente extractos similares de otras fuentes, a menudo sin atribución o licencias. La AP respondió que estaba definiendo las normas relativas a las citas de las noticias de la AP.

#### Shepard Fairey
En marzo de 2009, la AP contrademandó al artista Shepard Fairey por su famosa imagen de Barack Obama, alegando que el uso no acreditado y no compensado de una foto de la AP violaba la ley de derechos de autor y suponía una amenaza para el periodismo. Fairey había demandado a la AP el mes anterior por sus obras de arte, tituladas "Obama Hope" y "Obama Progress", argumentando que no había violado la ley de derechos de autor porque había cambiado radicalmente la imagen. La obra, basada en una fotografía tomada en abril de 2006 para la AP por Mannie Garcia, fue una imagen muy popular durante las elecciones presidenciales de 2008 y ahora está colgada en la Galería Nacional de Retratos de Washington D. C. Según la demanda de la AP presentada en un tribunal federal de Manhattan, Fairey "se apropió conscientemente de los derechos de la AP sobre esa imagen". En la demanda se pide al tribunal que conceda a la AP los beneficios obtenidos con la imagen y una indemnización por daños y perjuicios. Fairey dijo que esperaba "defender los derechos de Libertad de expresión que están en juego aquí" y refutar las acusaciones de AP. En enero de 2011 se llegó a un acuerdo en el que ninguna de las partes declaró que su postura era errónea, pero sí acordaron compartir los derechos de reproducción y los beneficios de la obra de Fairey.

#### Primicias
En enero de 2008, AP demandó a su competidor All Headline News (AHN) alegando que AHN supuestamente infringía sus derechos de autor y un polémico derecho de "cuasi propiedad" sobre los hechos. La demanda de la AP afirmaba que los reporteros de AHN habían copiado hechos de los informes de noticias de la AP sin permiso y sin pagar una cuota de sindicación. Después de que AHN solicitara la desestimación de todas las reclamaciones de derechos de autor presentadas por AP, se desestimó la mayor parte de la demanda. El caso fue desestimado y ambas partes llegaron a un acuerdo.
En junio de 2010, AP fue acusada de tener políticas injustas e hipócritas después de que se demostrara que los reporteros de AP habían copiado el reportaje original del sitio web "Search Engine Land" sin permiso, atribución o crédito.

### "Inmigrante ilegal"
En abril de 2013, la AP declaró que había eliminado el término "inmigrante ilegal" de su Libro de estilo de la AP. La AP siguió a ABC, NBC y CNN en no utilizar el término. José Antonio Vargas elogió a la AP por su decisión.
El escritor sindicado Rubén Navarrette criticó la decisión, afirmando que el razonamiento detrás de la decisión era políticamente correcto y calificó la explicación de la AP como "incomprensible". Secretaria de Seguridad Nacional Janet Napolitano dijo sobre la decisión, que ella no se involucra en "guerras de vocabulario" y luego declaró "Son inmigrantes que están aquí ilegalmente, eso es un inmigrante ilegal"."

### Tuit de bromas y flash crash
El 23 de abril de 2013, la cuenta de Twitter de AP fue hackeada para publicar un tuit de bulo sobre ataques ficticios en la Casa Blanca que dejaron herido a Presidente Obama.

### La citación del Departamento de Justicia de los registros telefónicos
El 13 de mayo de 2013, la AP anunció que los registros telefónicos de 20 de sus reporteros durante un período de dos meses en 2012, habían sido citados por el Departamento de Justicia de Estados Unidos y describió estos actos como una "intrusión masiva y sin precedentes" en las operaciones de recopilación de noticias. La AP informó de que el Departamento de Justicia no quiso decir por qué buscaba los registros, pero las fuentes afirmaron que la oficina del Fiscal de los Estados Unidos para el Distrito de Columbia estaba llevando a cabo una investigación criminal sobre una historia del 7 de mayo de 2012 de la AP sobre una operación de la CIA que impidió un complot terrorista para detonar un dispositivo explosivo en un vuelo comercial. El DOJ no dirigió las citaciones a la AP, sino que se dirigió a sus proveedores de telefonía, entre ellos Verizon Wireless. El Fiscal General de los Estados Unidos Eric Holder declaró bajo juramento ante el Comité Judicial de la Cámara de Representantes que se recusó de las investigaciones sobre las filtraciones para evitar cualquier apariencia de conflicto de intereses. Holder dijo que su fiscal general adjunto, James M. Cole, estaba a cargo de la investigación de AP y habría ordenado las citaciones.

### Activista climático africano recortado de una foto
En enero de 2020, la activista climática ugandesa Vanessa Nakate criticó a AP por recortarla de una foto tomada en el Foro Económico Mundial en la que aparecía con sus compañeras activistas Greta Thunberg, Luisa Neubauer, Isabelle Axelsson y Loukina Tille. En un vídeo subido a su cuenta de Twitter dijo que era un ejemplo de cómo las voces no blancas estaban siendo "borradas" de la conversación sobre el cambio climático, y más tarde dijo a BuzzFeed News que estaba dolida por su decisión. Thunberg y Axelsson también criticaron a AP por haberla recortado. AP sustituyó posteriormente la edición por la original, y emitió una disculpa por el error. El director de fotografía David Ake dijo que la decisión inicial de recortar la foto se debió a los ajustados plazos de entrega, y por razones de composición.

### Trato de AP con la Alemania nazi
La AP dio al régimen nazi acceso a sus archivos fotográficos para su propaganda antisemita.
Los investigadores (principalmente Norman Domeier, de la Universidad de Viena) han sacado a la luz en los últimos años el acuerdo entre la AP y el gobierno alemán relacionado con el intercambio de fotos de prensa durante el periodo en el que Estados Unidos estaba en guerra con Alemania. Esta relación implicaba al Bureau Laux, dirigido por el fotógrafo Helmut Laux.
El mecanismo de este intercambio consistía en que un mensajero volaba a Lisboa y volvía cada día transportando fotos de y para el enemigo de guerra de Alemania, los Estados Unidos, a través de una valija diplomática. Al principio, las transacciones se realizaban en la oficina de AP a cargo de Luiz Lupi en Lisboa, y a partir de 1944, cuando el intercambio a través de Lisboa tardaba demasiado, también en la oficina de AP en Estocolmo a cargo de Eddie Shanke. Aquí, como tapadera, la agencia sueca, sv, participó como intermediaria. Se calcula que se intercambiaron 40.000 fotos entre los enemigos de esta manera.
La AP publicó en 2017 un informe extenso de sus relaciones con Alemania antes y durante la Segunda Guerra Mundial. La AP llevó a cabo una revisión en profundidad de sus operaciones en la Alemania nazi, concluyendo que la agencia de noticias actuó con la mayor "franqueza e independencia posible." La revisión también encontró que la AP manejó algunas situaciones de manera inadecuada.
La revisión de AP se llevó a cabo a raíz de un artículo en el que se afirmaba que AP permitió que los propagandistas nazis ejercieran cierta influencia sobre su reportaje fotográfico de noticias en la década de 1930 al mantener una filial fotográfica en Alemania, registrada en virtud de una restrictiva ley de prensa nazi. La revisión de AP refutó la afirmación de que la agencia de noticias fuera de alguna manera cómplice del régimen nazi durante los años 1933-41, cuando la agencia estuvo presente en el país. La AP fue expulsada de Alemania cuando Estados Unidos entró en la Segunda Guerra Mundial en diciembre de 1941.
"Reconocemos que AP debería haber hecho algunas cosas de manera diferente durante este período, por ejemplo, protestar cuando las fotos de AP fueron explotadas por los nazis para la propaganda dentro de Alemania y negarse a emplear a fotógrafos alemanes con afiliaciones y lealtades políticas activas", dice el informe. Sin embargo, las sugerencias de que la AP buscó en algún momento ayudar a los nazis o a su atroz causa son simplemente erróneas".

### Conflicto israelí-palestino
En su libro Broken Spring: An American-Israeli Reporter's Close-up View of How Egyptians Lost Their Struggle for Freedom, el ex corresponsal de AP Mark Lavie afirmaba que la línea editorial de la oficina de El Cairo era que el conflicto era culpa de Israel y que los árabes y palestinos no tenían culpa alguna. El periodista israelí Matti Friedman acusó a la AP de matar una historia que escribió sobre la "guerra de palabras", "entre Israel y sus críticos en las organizaciones de derechos humanos", tras la conflicto entre Israel y Gaza de 2008-09.

#### Fotografía de Tuvia Grossman
El 29 de septiembre de 2000, el primer día de la Segunda Intifada, la AP envió una fotografía de un joven muy ensangrentado detrás del cual se podía ver a un agente de policía con una porra levantada de forma amenazante; también se podía ver una gasolinera con letras en hebreo en el fondo. La AP la etiquetó con el pie de foto "Un policía israelí y un palestino en el Monte del Templo", y la foto y el pie de foto se publicaron posteriormente en varios de los principales periódicos estadounidenses, como New York Times y Boston Globe. En realidad, el hombre herido en la fotografía era un estudiante judío de la yeshiva de Chicago llamado Tuvia Grossman, y el agente de policía, un druso llamado Gidon Tzefadi. Tampoco hay gasolineras con letras en hebreo en el Monte del Templo.
El episodio es citado a menudo por quienes acusan a los medios de comunicación de tener un sesgo antiisraelí, y fue el impulso para la fundación de HonestReporting. Después de que una carta del padre de Grossman señalara el error, la AP, el New York Times y otros periódicos publicaron correcciones; a pesar de estas correcciones, la fotografía sigue siendo utilizada por los críticos de Israel como símbolo de la agresión y la violencia israelí.

#### Ataque aéreo israelí contra el edificio de oficinas de AP
Durante la crisis Israel-Palestina de 2021, el ejército israelí destruyó el rascacielos de al-Jalaa, un edificio que albergaba las oficinas de AP en Gaza y las de Al Jazeera. Israel declaró que el edificio albergaba a la inteligencia militar de Hamás y que había avisado con antelación del ataque, y que ningún civil resultó herido. El director general de AP, Gary Pruitt, emitió un comunicado el 16 de mayo en el que afirmaba que "no tenía ningún indicio de que Hamás estuviera en el edificio" y pedía al gobierno israelí que aportara las pruebas. Afirmó que "el mundo sabrá menos sobre lo que está ocurriendo en Gaza por lo que ha pasado hoy".
El 17 de mayo, Secretario de Estado de los Estados Unidos Antony Blinken dijo que no había visto ninguna prueba de que Hamás operara desde el edificio que albergaba a la AP y a Al Jazeera, pero que es tarea de otros manejar los asuntos de inteligencia. Al parecer, Israel compartió información con funcionarios estadounidenses y con el presidente de Estados Unidos Biden en la que se mostraban las oficinas de Hamás en el interior del edificio.
Reporteros sin Fronteras pidió a la Corte Penal Internacional que investigara el bombardeo como posible crimen de guerra.
El 8 de junio, el embajador israelí en Estados Unidos Gilad Erdan se reunió con el director general de AP, Gary Pruitt, y con el vicepresidente de noticias extranjeras, Ian Phillips, para hablar de la operación. En coordinación con las FDI, Erdan dijo que el sitio fue utilizado por los funcionarios de inteligencia de Hamás para desarrollar y llevar a cabo SIGINT y operaciones de guerra electrónica, apuntando tanto a las FDI como a los sistemas civiles en Israel, incluyendo dispositivos para interrumpir la Cúpula de Hierro. Erdan también dijo que el gobierno israelí no cree que la AP estuviera al tanto de la presencia de Hamás porque era una unidad secreta. Dijo que el gobierno israelí estaba dispuesto a ayudar a reconstruir las oficinas de la AP y asegurar que podrán llevar equipos a Gaza.

#### Despido de Emily Wilder
En mayo de 2021, la AP dijo que lanzaría una revisión de sus políticas de medios sociales después de que surgieran preguntas sobre el despido de una periodista que expresó opiniones pro-palestinas en los medios sociales. El anuncio se produjo después de que algunos periodistas de AP firmaran una carta en la que expresaban su preocupación por el despido de la ex asociada de noticias Emily Wilder, de quien la AP dijo que había cometido múltiples violaciones de la política de medios sociales de la empresa.  Wilder fue objeto de una campaña de acoso en la red por parte de la derecha por su activismo cuando estudiaba en la Universidad de Stanford. La AP ha dicho que el activismo previo de Wilder no tuvo ningún papel en su despido.

### Barco de migrantes NFT
El 10 de enero de 2022, AP anunció que empezaría a vender tokens no fungibless de sus fotografías en asociación con una empresa llamada Xooxa, y que los ingresos se utilizarían para financiar sus operaciones. Una de las NFT que promocionaron en Twitter el 24 de febrero fue una toma aérea que mostraba un barco de migrantes hacinados en el Mar Mediterráneo. El tuit recibió reacciones negativas por parte de los usuarios y de otros periodistas, acusando a AP de aprovecharse del sufrimiento humano y de que la elección de la imagen era "distópica" y "de muy mal gusto". El tuit fue posteriormente borrado y la NFT, que iba a ser vendida al día siguiente, fue retirada del mercado. La directora mundial de relaciones con los medios de comunicación, Lauren Easton, se disculpó diciendo: "Ha sido una mala elección de imágenes para un NFT. No se ha subastado ni se subastará [...] El mercado de NFT de AP es un programa piloto muy incipiente, y estamos revisando inmediatamente nuestros esfuerzos".